# Gaudentius Orfali
Gaudentius Orfali OFM (ur. 19 lutego 1889 w Nazarecie, zm. 20 kwietnia 1926 w Szu’afat) – palestyński biblista katolicki, archeolog, franciszkanin.

## Życiorys
W roku 1905 wstąpił do nowicjatu w Kustodii Ziemi Świętej w klasztorze przy Grocie Zwiastowania w Nazarecie. W następnych latach odbył studia filozoficzno-teologiczne w En Kerem (Św. Jan na pustyni), w Betlejem i w Jerozolimie. Złożył śluby wieczyste w zakonie franciszkańskim 19 marca 1909. 21 grudnia 1912 został wyświęcony na kapłana. W roku 1913 rozpoczął studia biblijne w Kolegium Międzynarodowym św. Antoniego w Rzymie. Dwa lata później przeniósł się do Fryburga (Szwajcaria), gdzie w 1917 uzyskał stopień doktora teologii. Licencjat z nauk biblijnych uzyskał następnego roku w Rzymie. Od roku 1919 wykładał Pismo św. w seminarium franciszkańskim w klasztorze Najświętszego Zbawiciela w Jerozolimie. Od roku 1924 pełnił funkcję rektora Studium Biblijnego przy klasztorze Ubiczowania Pana Jezusa w Starej Jerozolimie. W 1925 został wybrany na prezydenta Wschodniego Towarzystwa Archeologicznego (Palestine Oriental Society). Zmarł tragicznie w wypadku samochodowym w Szu’afat pod Jerozolimą 20 kwietnia 1926.
Opublikował De arca Foederis (1918), Capharnaum et ses ruines (1922) oraz Gethsémani (1924). Przed śmiercią przygotowywał publikację dotyczącą Góry Tabor. Za swojego mistrza uważał franciszkanina Barnabę Meistermanna († 1923). Prowadził wykopaliska i prace restauracyjne w Kafarnaum nad brzegami Jeziora Genezaret (synagoga i kościół bizantyjski) oraz w Getsemani w Jerozolimie.